# ヨハン・ヴィラント
ヨハン・クリストファー・セルベリ＝ヴィランド（Johan Kristoffer Sellberg-Wiland、1981年1月24日 - ）は、スウェーデン・ボロース出身の元サッカー選手。ポジションはGK。

## 経歴
2000シーズンからIFエルフスボリでプレーし始め、プロ2シーズン目となる2001シーズンからチームのレギュラーに定着した。2006シーズンには、アルスヴェンスカン優勝を果たすが、このシーズンでヴィラントはリーグ戦12試合でクリーンシートを達成し、リーグ優勝に貢献した。
2007年1月、南米遠征を決定したスウェーデン代表のメンバーに選ばれ、同年1月18日、エクアドル代表との試合で同代表デビューを果たした。また、翌年行われた北米遠征にも参加している。
2008年7月28日、2009シーズンからFCコペンハーゲンに移籍するととが発表された。
2015年7月22日、マルメFFにフリーで加入した。
2017年7月28日、36歳ではあったものの、ハンマルビーIFと2年契約を結んだ。同年11月、リーグの最優秀ゴールキーパーに輝いた。しかし、2019シーズンに入ると出場機会が減少したため、シーズン終了後の2020年5月に現役引退を発表した。
現役引退から1年後の2021年1月5日、AFCエシルストゥーナにGKコーチとして雇われた。

## 代表歴
出場大会
- U-21スウェーデン代表

2004年 - UEFA U-21欧州選手権2004（ベスト4）
- スウェーデン代表

2008年 - UEFA EURO 2008 (グループステージ敗退)
2012年 - UEFA EURO 2012 (グループステージ敗退)

## タイトル

### クラブ
IFエルフスボリ
- アルスヴェンスカン : 1回 (2006)
- スウェーデン・カップ : 2回 (2001, 2003)
- スウェーデン・スーパーカップ : 1回 (2007)

FCコペンハーゲン
- デンマーク・スーペルリーガ : 4回 (2008-09, 2009-10, 2010-11, 2012-13)
- デンマーク・カップ : 3回 (2008-09, 2011-12, 2014-15)

マルメFF
- アルスヴェンスカン : 2回 (2016, 2017)